# Формула-E
Чемпионат мира «Формулы-E» (англ. ABB FIA Formula E World Championship) — класс автогонок, в которых используются электромобили с открытыми колёсами, главный турнир — чемпионат мира ФИА «Формулы-E» (с сезона 2020/2021).
Класс основан в 2012 году и санкционирован международной автомобильной федерацией, целью его создания стало стремление создать лабораторию для исследований и разработки электрических транспортных средств, помогающую ускорить популяризацию электромобилей, а также выступающую в качестве двигателя инноваций и развития в сочетании с технологиями и духом автоспорта.

## Обзор

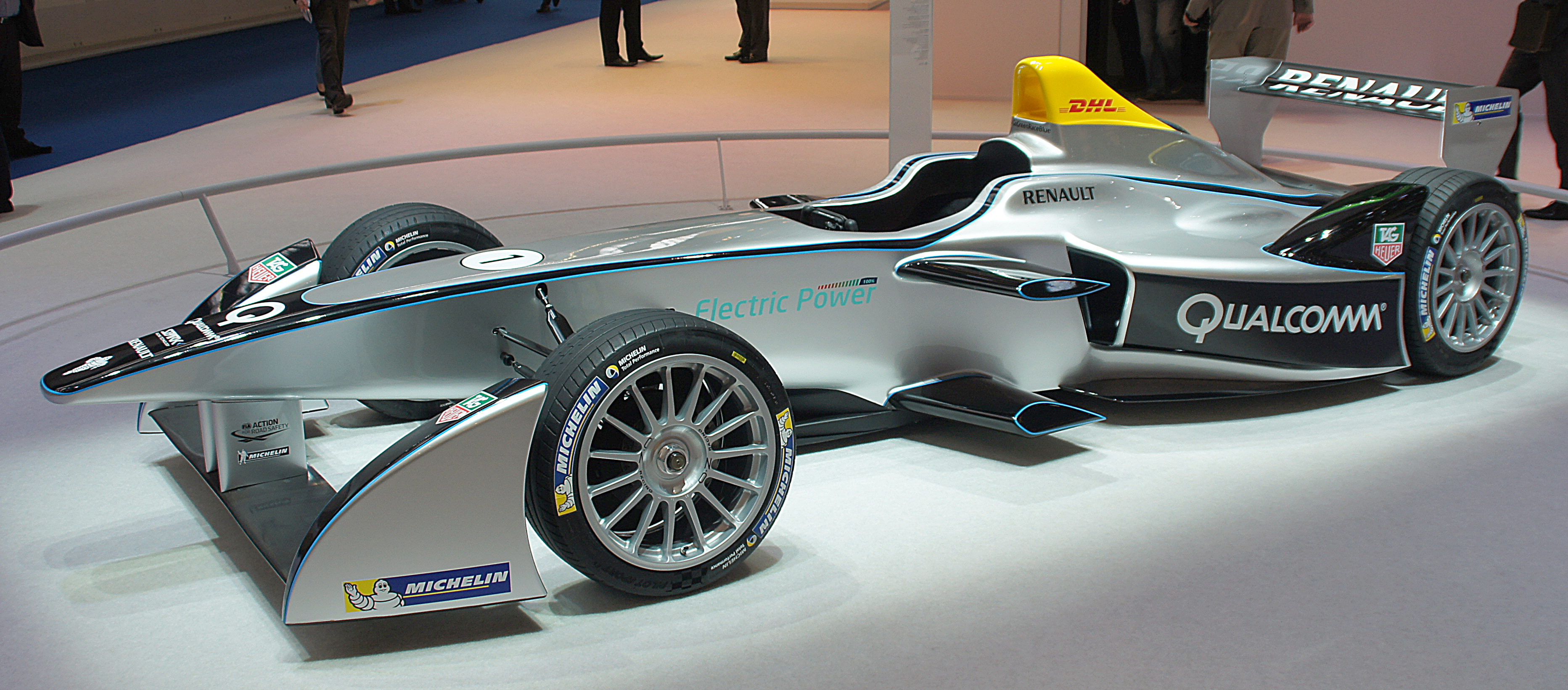
Spark Renault SRT_01 E (FIA Formula E) на Frankfurt Motor Show 2013

Идея проведения городского чемпионата на одноместных электромобилях принадлежит Жану Тодту, главе FIA и Алехандру Агагу, испанскому бизнесмену и политику. Агаг поддержал предложение Тодта после того, как FIA, объявила тендер на организацию чемпионата, взяв на себя задачу ведения переговоров по контрактам с телевидением, спонсорству и маркетингу, организовав Formula E Holdings.
Чемпионат Формулы-E стартовал в сентябре 2014 года и изначально планировалось, что в ходе первого сезона все команды будут использовать одинаковые машины, постройкой которых занимается консорциум компаний Dallara, Renault, McLaren и Williams.

### Роли компаний в консорциуме
- 1 ноября 2012 года было объявлено, что McLaren Electronic Systems разработает электромотор, трансмиссию и электронику для болида Формулы Е.
- Также в ноябре 2012 года было объявлено, что компания Spark Racing Technology[англ.][3] займется разработкой и производством машин. Для дебютного сезона было заказано 42 машины, которые были разработаны в сотрудничестве с Dallara.
- Разработка батарей предоставлена компании Williams Advanced Engineering, подразделению Williams F1.
- 15 мая 2013 Renault анонсировала, что будет техническим партнером Spark Racing Technologies. Опыт Renault в программах Renault Z.E. (Zero Emission) и Формулы-1 будет использован в чемпионате Formula E.
- Michelin — официальный поставщик шин для чемпионата.

Для сезона построено 42 таких машины, так как каждый пилот в течение гонки использует по две.
Другие компании, подписавшие соглашение с Формулой E
- Компания TAG Heuer стала официальным хронометристом чемпионата.
- Американская компания Qualcomm Incorporated по разработке и исследованию беспроводных средств связи стала официальным технологическим партнёром серии. В рамках соглашения компания консультирует представителей Формулы-E в вопросах новых и более прогрессивных беспроводных технологий. Так, уже в 2014 году технология беспроводной зарядки Qualcomm Halo™ Wireless Electric Vehicle Charging (WEVC) адаптирована для использования на машинах безопасности Формулы-E. Со второго сезона она будет доступна и для гоночных машин серии. Технология Qualcomm Halo WEVC основана на резонансной магнитной индукции, которая позволяет передавать энергию между специальным блоком, расположенным на земле, и блоком зарядки на электромобиле. Пилот просто останавливает машину над блоком, и зарядка начинается автоматически. В будущем, как надеются организаторы серии, развитие этой технологии приведёт к использованию в Формуле-E динамической подзарядки, благодаря которой батареи машин будут заряжаться прямо по ходу гонки.
- 9 января 2018 года было объявлено, что швейцарско-шведская корпорация ABB, специализирующаяся в области электро- и робототехники, стала титульным спонсором чемпионата[4].

### История чемпионата
Бывший гонщик Формулы-1 Лукас ди Грасси был назначен в качестве официального тест-пилота чемпионата в сентябре 2012 года.
На 65-м автосалоне во Франкфурте 10 сентября 2013 года был представлен первый прототип автомобиля «Spark-Renault SRT 01E», который послужил стартом проекта и будет использоваться в первом сезоне чемпионата . Машина была представлена президентом FIA Жаном Тодтом и CEO Formula E Алехандро Агагом.
3 июля 2014 года на трассе Донингтон-Парк стартовали первые официальные тесты. 10 команд тестировали болиды и готовились к дебютному сезону.
Дебютный сезон чемпионата стартовал 13 сентября 2014 года с гонки в Пекине. Победителем гонки стал Лукас ди Грасси после того, как лидировавшие Николя Прост и Ник Хайдфельд столкнулись в последнем повороте на последнем круге.
Со следующего сезона чемпионат получил открытый статус — различные производители могли присоединиться для создания своих силовых установок.
С сезона 2018/2019 дебютировало новое шасси (Spark SRT05e), которое также было разработано компанией Spark Racing Technology и Dallara, а компания McLaren Applied Technology стала поставщиком батарей.
В декабре 2019 года FIA анонсировало, что с сезона 2020/2021 чемпионат получит статус чемпионата мира.

### О самой серии
Участие в новой серии достаточно привлекательно для команд благодаря экологичности машин и значительно более низким расходам по сравнению с Формулой-1. Так, если в Ф-1 содержание команды обходится в среднем 115 миллионов фунтов, то в Формуле-E — только 3 миллиона. При этом максимальная скорость машины будет достигать 225 км/час (ограничено FIA), что значительно медленнее Ф-1, но не настолько, чтобы две серии нельзя было сравнивать.
Для ограничения расходов во время гонки в боксы каждой команды допускается только восемь человек, но в это число не входят гонщики и специалисты, обслуживающие силовые установки. Среди них будут два гоночных инженера, один инженер-телеметрист, четыре механика и один руководитель команды.
В первых четырёх сезонах из-за ограниченного запаса хода и невозможности мгновенной зарядки аккумуляторов электрических автомобилей во время гонки гонщики использовали два автомобиля. Примерно через полчаса после старта пилот оставлял первый автомобиль, пересаживался во второй автомобиль и ехал на нём. Начиная с пятого сезона (2018/2019 годов) появится автомобиль нового поколения (Gen2), позволяющий проезжать дистанцию гонки без пересадки. Однако гонки станут короче: в первых четырёх сезонах они продолжались от 48 минут до часа, с пятого сезона 45 минут.
Формула-E будет стремиться стать серией для топ-пилотов, которые будут приходить из GP2 (с 2017 года называется «Формула-2»), IndyCar, Формулы-1. Это и молодые гонщики с опытом, которые находятся в середине своей карьеры, и гонщики, которые уходят из Формулы-1 и не могут вернуться в GP2/Формулу-2. Среди гонщиков Формулы Е, которые ранее выступали в Формуле-1, кроме Лукаса ди Грасси, ещё Хейкки Ковалайнен, Себастьен Буэми, Хайме Альгерсуари, Нельсон Пике-младший, Жером д’Амброзио, Жан-Эрик Вернь, Ник Хайдфельд, Камуи Кобаяси, Эстебан Гутьеррес, Жак Вильнёв, Ярно Трулли, Витантонио Льюцци, Бруно Сенна, Карун Чандхок, Шарль Пик, Скотт Спид, Джастин Уилсон, Такума Сато, Стоффель Вандорн, Фелипе Масса и Паскаль Верляйн. Пьеру Гасли в июле 2017-го удалось провести 2 гонки в Формуле Е, после чего осенью 2017-го он стал боевым пилотом команды Формулы-1 Toro Rosso. Андре Лоттерер участвовал в одной гонке Формулы-1, но основные его достижения связаны с гонками спортпрототипов (чемпион мира по автогонкам на выносливость 2012 года, где он продолжает выступать; победитель 24 часов Ле-Мана 2011, 2012 и 2014 годов).

## Автомобили

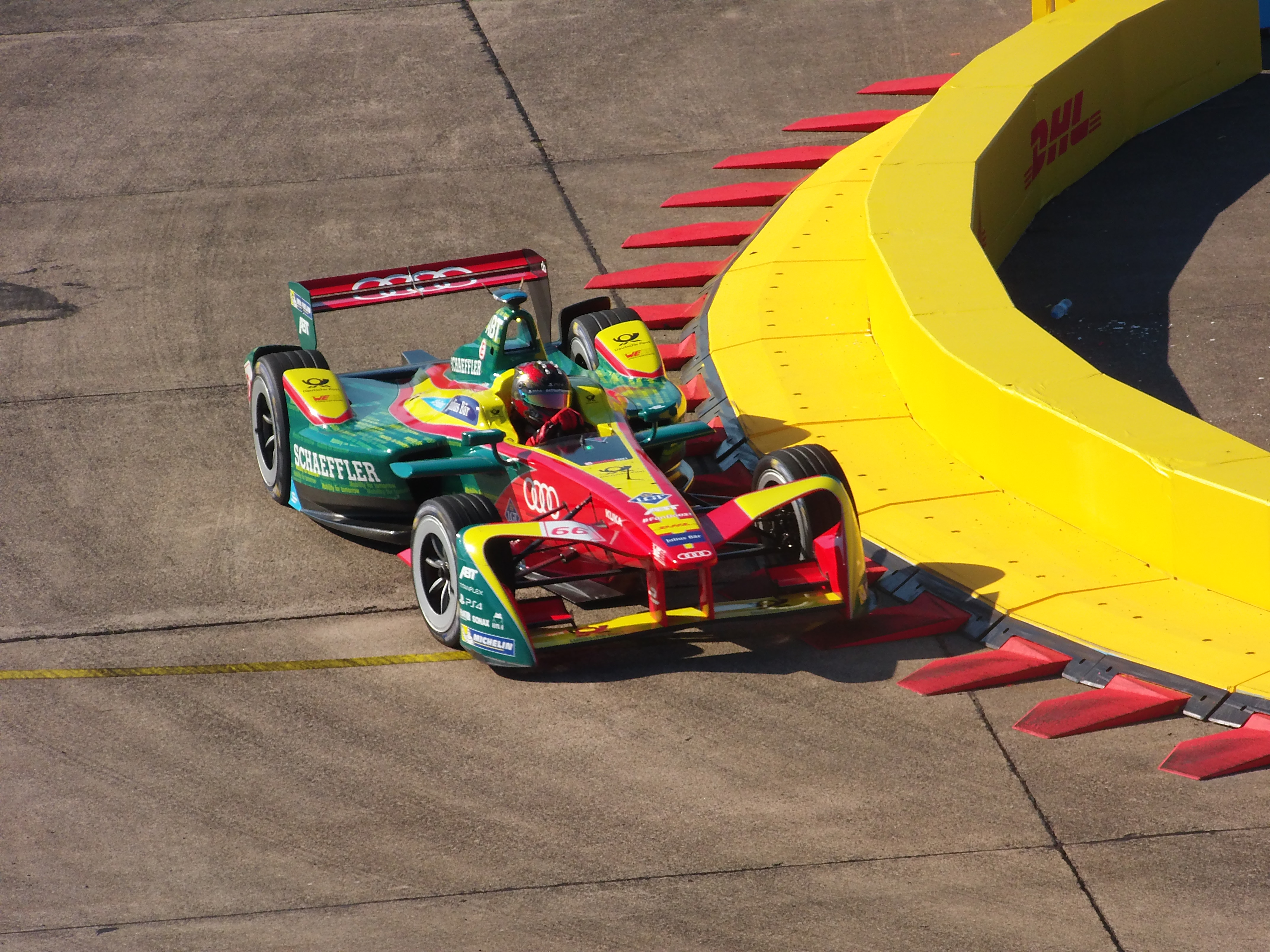
Даниэль Абт, пилот команды Audi Sport ABT Schaeffler, за рулем автомобиля первого поколения на еПри Берлина 2017 года

### Spark-Renault SRT 01E
В течение первых четырех сезонов чемпионата использовался автомобиль, построенный компанией Spark Racing Technology. Шасси было разработано компанией Dallara, оснащенное батареей конструкции Williams Advanced Engineering. Для первого сезона было заказано 42 электромобиля — по четыре автомобиля на каждую из десяти команд, и два автомобиля, оставленные для тестирования и рекламных кампаний.
В первом сезоне все команды использовали электромотор, разработанный McLaren, но со следующего сезона различные производители разрабатывали собственный электромотор, а шасси и батареи остались прежними.
Электромобиль имел мощность 200 кВт (268 л. с.), максимальную скорость 225 км/ч и разгон до 100 км/ч за 3 секунды.

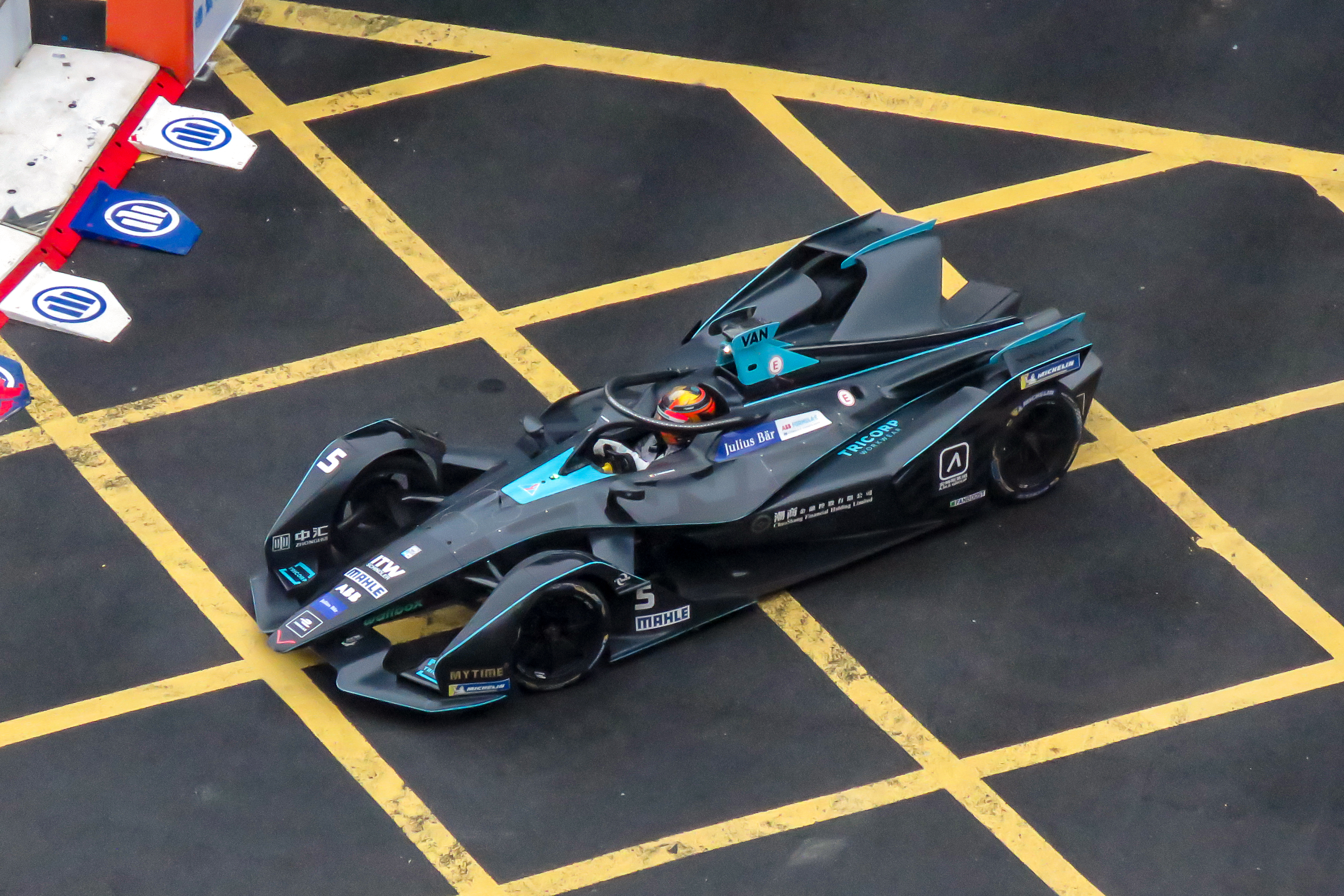
Стоффель Вандорн, пилот команды HWA за рулем SRT05e на еПри Гонконга 2019 года

### Spark SRT05e
Начиная с сезона 2018/2019 используется новый электромобиль, который обладает улучшенными характеристиками. Автомобиль также построен Spark Racing Technology в сотрудничестве с Dallara и оснащен батареей, производства McLaren Applied Technology емкостью 54 кВт·ч. Автомобиль имеет более емкую батарею, поэтому он теперь способен преодолеть всю гоночную дистанцию, оставив в прошлом замены автомобилей по ходу гонки. Также электромобиль оснащен устройством защиты «Halo».
Мощность болида — 250 кВт (335 л.с), максимальная скорость 280 км/ч и разгон до 100 км/ч за 2.8 секунд.
Планировалось, что с сезона 2020/2021 будет использоваться модифицированная версия автомобиля с измененными аэродинамическими элементами, однако из-за пандемии COVID-19 дебют новой версии был отложен, а затем и окончательно отменен.

### Третье поколение
Третье поколение электромобилей дебютировало в сезоне 2022/2023. Автомобиль имеет максимальную мощность 350 кВт (470 л.с) с максимальной регенерируемой мощностью до 600 кВт за счёт установленных мотор-генераторов на передней и задней осях и не имеет задних гидравлических тормозов. В июле 2020 года FIA объявило, что тендер на поставку аккумуляторов выиграла Williams Advanced Engineering, Spark Racing Technology вновь построит шасси, а компания Hankook станет новым поставщиком шин. Планируется, что в гонки вернутся пит-стопы, так как аккумуляторы спроектированы таким образом, чтобы была возможность его быстрой подзарядки (в течение 30 секунд).

## Регламент
На данный момент в чемпионате участвуют 11 команд по два гонщика в каждой. Гонки проводятся на городских трассах.

### Формат этапа
По аналогии с Формулой-1, где гонки носят название «Гран-при», этапы Формулы-E называются «ePrix».
Каждый этап чемпионата проводится в течение одного дня в целях сокращения расходов и уменьшения дискомфорта в принимающем городе.
Свободные заезды
Согласно правилам, утро отводится на ознакомление с трассой в ходе двух 30-минутных свободных заездов. Полная мощность 350 кВт доступна на протяжении всех практик.
Квалификация
Квалификационная сессия проводится в полуденное время. Гонщиков делят на две группы по 11 человек. У каждой группы имеется 12 минут, чтобы показать лучшее время прохождения трассы. Первые четыре пилота каждой группы проходят в следующую сессию — этап дуэлей. Дуэли проводятся по системе «плей-офф», где пилоты могут пройти только один быстрый круг. По итогам дуэлей, победитель финального заезда будет стартовать с поул-позиции, проигравший — второй. Третье и четвёртое места на стартовой решётке будут распределены в зависимости от лучших кругов проигравших пилотов в полуфинальных заездах, а места с пятого по восьмое — в зависимости от лучших кругов проигравших пилотов в четвертьфинале. Непрошедшие пилоты той группы, в которой выступал победитель квалификации, займут нечётные места на стартовой решётке, начиная с девятой (9, 11, 13 и тд.), а второй группы — чётные, начиная с десятого (10, 12, 14 и тд.). В групповом этапе мощность мотора ограничена 300 кВт, в дуэлях доступна полная мощность 350 кВт.
Гонка
Гонка проводится ближе к вечеру и состоит из определённого количества кругов, количество которых заранее определяют организаторы. Гонщики имеют право использовать систему Attack mode (Режим атаки) два раза за гонку в зависимости от решения стюардов. В гоночном режиме мощность ограничена 300 кВт, в режиме атаки — 350 кВт. Запрещено активировать режим атаки во время машины безопасности и во время режима желтых флагов по всей трассе. В случае выезда автомобиля безопасности и режима желтых флагов к гонке могут быть добавлены дополнительные круги.

### Система начисления очков
Чемпионат мира Формулы-E проходит среди гонщиков и команд. Система начисления очков повторяет принятую в Формуле-1, но кроме этого дополнительные 3 очка начисляются за поул-позицию.
| Система начисления очков | Система начисления очков | Система начисления очков | Система начисления очков | Система начисления очков | Система начисления очков | Система начисления очков | Система начисления очков | Система начисления очков | Система начисления очков | Система начисления очков | Система начисления очков | Система начисления очков |
| Место                    | 1                        | 2                        | 3                        | 4                        | 5                        | 6                        | 7                        | 8                        | 9                        | 10                       | Поул                     | ЛК                       |
| ------------------------ | ------------------------ | ------------------------ | ------------------------ | ------------------------ | ------------------------ | ------------------------ | ------------------------ | ------------------------ | ------------------------ | ------------------------ | ------------------------ | ------------------------ |
| Очки                     | 25                       | 18                       | 15                       | 12                       | 10                       | 8                        | 6                        | 4                        | 2                        | 1                        | 3                        | 1                        |

## Рекорды

### Чемпионы
| Сезон   | Чемпионы среди пилотов  | Чемпионы среди пилотов    | Чемпионы среди пилотов | Чемпионы среди пилотов    |                           | Чемпионы среди команд  | Чемпионы среди команд |
| Сезон   | Гонщик                  | Команда                   | №                      | Силовая установка         | Команда                   | Силовая установка      |                       |
| ------- | ----------------------- | ------------------------- | ---------------------- | ------------------------- | ------------------------- | ---------------------- | --------------------- |
| 2014—15 | Нельсон Пике-мл         | NEXTEV Team China Racing  | 99                     | Spark-Renault SRT 01E     | Renault e.dams            | Spark-Renault SRT 01E  |                       |
| 2015—16 | Себастьян Буэми         | Renault e.dams            | 9                      | Spark-Renault Z.E 15      | Renault e.dams            | Spark-Renault Z.E 15   |                       |
| 2016—17 | Лукас ди Грасси         | ABT Schaeffler Audi Sport | 11                     | Spark-ABT Schaeffler FE02 | Renault e.dams            | Spark-Renault Z.E 16   |                       |
| 2017—18 | Жан-Эрик Вернь          | Techeetah                 | 25                     | Spark-Renault Z.E 17      | Audi Sport Abt Schaeffler | Spark-Audi e-tron FE04 |                       |
| 2018—19 | Жан-Эрик Вернь          | DS Techeetah              | 25                     | DS E-Tense FE 19          | DS Techeetah              | DS E-Tense FE 19       |                       |
| 2019—20 | Антониу Феликс да Кошта | DS Techeetah              | 13                     | DS E-Tense FE 20          | DS Techeetah              | DS E-Tense FE 20       |                       |

### Чемпионы мира
| Сезон   | Чемпионы мира среди пилотов | Чемпионы мира среди пилотов  | Чемпионы мира среди пилотов | Чемпионы мира среди пилотов |                            | Чемпионы мира среди команд  | Чемпионы мира среди команд |
| Сезон   | Гонщик                      | Команда                      | №                           | Силовая установка           | Команда                    | Силовая установка           |                            |
| ------- | --------------------------- | ---------------------------- | --------------------------- | --------------------------- | -------------------------- | --------------------------- | -------------------------- |
| 2020—21 | Ник де Врис                 | Mercedes-EQ Formula E Team   | 17                          | Mercedes-EQ Silver Arrow 02 | Mercedes-EQ Formula E Team | Mercedes-EQ Silver Arrow 02 |                            |
| 2021—22 | Стоффель Вандорн            | Mercedes-EQ Formula E Team   | 5                           | Mercedes-EQ Silver Arrow 02 | Mercedes-EQ Formula E Team | Mercedes-EQ Silver Arrow 02 |                            |
| 2022—23 | Джейк Деннис                | Avalanche Andretti Formula E | 27                          | Porsche 99X Electric        | Envision Racing            | Jaguar I-Type 6             |                            |

### Победы пилотов
Легенда к таблице
|   | Чемпион серии                         |
| Ж | Гонщики, участвующие в сезоне 2022—23 |

| Победы    | Гонщик                  | Первая победа                                      | Последняя победа                                   |
| --------- | ----------------------- | -------------------------------------------------- | -------------------------------------------------- |
| 13        | Себастьян Буэми         | Гонка Формулы-Е в Пунта-дель-Эсте 2014 года        | Первая гонка этапа Формулы-Е в Нью-Йорке 2019 года |
| 13        | Лукас ди Грасси         | Гонка Формулы-Е в Пекине 2014 года                 | Вторая гонка этапа Формулы-Е в Лондоне 2022 года   |
| 11        | Сэм Бёрд                | Гонка Формулы-Е в Путраджае 2014 года              | Вторая гонка этапа Формулы-Е в Нью-Йорке 2021 года |
| 11        | Жан-Эрик Вернь          | Вторая гонка этапа Формулы-Е в Монреале 2017 года  | Гонка Формулы-Е в Хайдарабаде 2023 года            |
| 10        | Митч Эванс              | Гонка Формулы-Е в Риме 2019 года                   | Первая гонка этапа Формулы-Е в Лондоне 2023 года   |
| 8         | Антониу Феликс да Кошта | Гонка Формулы-Е в Буэнос-Айресе 2015 года          | Гонка Формулы-Е в Кейптауне 2023 года              |
| 6         | Эдоардо Мортара         | Гонка Формулы-Е в Гонконге 2019 года               | Вторая гонка этапа Формулы-Е в Сеуле 2022 года     |
| 5         | Джейк Деннис            | Вторая гонка этапа Формулы-Е в Валенсии 2021 года  | Вторая гонка этапа Формулы-Е в Риме 2023 года      |
| 5         | Ник Кэссиди             | Первая гонка этапа Формулы-Е в Нью-Йорке 2022 года | Вторая гонка этапа Формулы-Е в Лондоне 2023 года   |
| 4         | Ник де Врис             | Первая гонка этапа Формулы-Е в Диръие 2021 года    | Вторая гонка этапа Формулы-Е в Берлине 2022 года   |
| 4         | Паскаль Верляйн         | Гонка Формулы-Е в Мехико 2022 года                 | Первая гонка этапа Формулы-Е в Джакарте 2023 года  |
| 4         | Максимилиан Гюнтер      | Гонка Формулы-Е в Сантьяго 2020 года               | Вторая гонка этапа Формулы-Е в Джакарте 2023 года  |
| 3         | Николя Прост            | Гонка Формулы-Е в Майами 2015 года                 | Вторая гонка этапа Формулы-Е в Лондоне 2016 года   |
| 3         | Феликс Розенквист       | Первая гонка этапа Формулы-Е в Берлине 2017 года   | Гонка Формулы-Е в Марракеше 2018 года              |
| 3         | Жером Д’Амброзио        | Гонка Формулы-Е в Берлине 2015 года                | Гонка Формулы-Е в Марракеше 2019 года              |
| 3         | Стоффель Вандорн        | Шестая гонка этапа Формулы-Е в Берлине 2020 года   | Гонка Формулы-Е в Монако 2022 года                 |
| 2         | Нельсон Пике-мл         | Гонка Формулы-Е в Лонг-Бич 2015 года               | Гонка Формулы-Е в Москве 2015 года                 |
| 2         | Даниэль Абт             | Гонка Формулы-Е в Мехико 2018 года                 | Гонка Формулы-Е в Берлине 2018 года                |
| 2         | Робин Фряйнс            | Гонка Формулы-Е в Париже 2019 года                 | Вторая гонка этапа Формулы-Е в Нью-Йорке 2019 года |
| 1         | Александр Симс          | Вторая гонка этапа Формулы-Е в Диръие 2019 года    | Вторая гонка этапа Формулы-Е в Диръие 2019 года    |
| 1         | Оливер Роуленд          | Пятая гонка этапа Формулы-Е в Берлине 2020 года    | Пятая гонка этапа Формулы-Е в Берлине 2020 года    |
| 1         | Алекс Линн              | Вторая гонка этапа Формулы-Е в Лондоне 2021 года   | Вторая гонка этапа Формулы-Е в Лондоне 2021 года   |
| 1         | Норман Нато             | Вторая гонка этапа Формулы-Е в Берлине 2021 года   | Вторая гонка этапа Формулы-Е в Берлине 2021 года   |
| Источник: |                         |                                                    |                                                    |

### Победы команд
Легенда к таблице
|   | Чемпионская команда                   |
| Ж | Команды, участвующие в сезоне 2022—23 |

| Победы    | Команда                          | Первая победа                                     | Последняя победа                                   |
| --------- | -------------------------------- | ------------------------------------------------- | -------------------------------------------------- |
| 17        | Nissan Formula E Team            | Гонка Формулы-Е в Пунта-дель-Эсте 2014 года       | Пятая гонка этапа Формулы-Е в Берлине 2020 года    |
| 16        | Envision Racing                  | Гонка Формулы-Е в Путраджае 2014 года             | Вторая гонка этапа Формулы-Е в Лондоне 2023 года   |
| 15        | DS Techeetah                     | Вторая гонка этапа Формулы-Е в Монреале 2017 года | Вторая гонка этапа Формулы-Е в Нью-Йорке 2022 года |
| 14        | ABT Cupra Formula E Team         | Гонка Формулы-Е в Пекине 2014 года                | Первая гонка этапа Формулы-Е в Берлине 2021 года   |
| 12        | Jaguar TCS Racing                | Гонка Формулы-Е в Риме 2019 года                  | Первая гонка этапа Формулы-Е в Лондоне 2023 года   |
| 10        | Avalanche Andretti Formula E     | Гонка Формулы-Е в Диръие 2018 года                | Вторая гонка этапа Формулы-Е в Риме 2023 года      |
| 9         | Maserati MSG Racing              | Гонка Формулы-Е в Гонконге 2019 года              | Вторая гонка этапа Формулы-Е в Джакарте 2023 года  |
| 7         | Neom McLaren Formula E Team      | Шестая гонка этапа Формулы-Е в Берлине 2020 года  | Вторая гонка этапа Формулы-Е в Берлине 2022 года   |
| 5         | Mahindra Racing                  | Первая гонка этапа Формулы-Е в Берлине 2017 года  | Вторая гонка этапа Формулы-Е в Лондоне 2021 года   |
| 5         | TAG Heuer Porsche Formula E Team | Гонка Формулы-Е в Мехико 2022 года                | Первая гонка этапа Формулы-Е в Джакарте 2023 года  |
| 3         | DS Penske                        | Гонка Формулы-Е в Берлине 2015 года               | Гонка Формулы-Е в Хайдарабаде 2023 года            |
| 2         | NIO 333 FE Team                  | Гонка Формулы-Е в Лонг-Бич 2015 года              | Гонка Формулы-Е в Москве 2015 года                 |
| 1         | Team Aguri                       | Гонка Формулы-Е в Буэнос-Айресе 2015 года         | Гонка Формулы-Е в Буэнос-Айресе 2015 года          |
| Источник: |                                  |                                                   |                                                    |

### Комментарии
1. ↑  В сезоне 10 Е-при (Гран-при), а всего 16 заездов. В четырёх Е-при по одно гонке, ещё в шести по две.